# جوت (شعب)

شبه جزيرة يوتلاند، مهد اليوط

الْجُوت أو الْيُوط كانوا شعبًا جرمانيًا. ووفقًا للناسك بيدا  كانوا اليوط أحد أقوى ثلاثة شعوب جرمانية في وقتهم،  والأثنان الآخران كانوا السكسونيين والأنجل.

## أصل شعب اليوط
لا يوجد إجماع بين المؤرخين على أصول اليوط. إحدى الفرضيات هي أنهم نشأوا من شبه جزيرة يوتلاند ولكن بعد الغزو الدنماركي لتلك المنطقة، هاجروا إلى الساحل الفريزي ثم انتقلوا من الساحل الفريزي ليستقروا في جنوب بريطانيا في أواخر القرن الخامس الميلادي خلال فترة الهجرة، كجزء من موجة أكبر من الهجرة الجرمانية إلى بريطانيا.